# Oberelsungen
Oberelsungen ist der nach der Kernstadt einwohnerstärkste Stadtteil von Zierenberg im nordhessischen Landkreis Kassel.

## Geografie
Oberelsungen liegt am Oberlauf der Duse, einem kleinen südöstlichen Zufluss der Erpe, knapp 19 km (Luftlinie) westnordwestlich von Kassel im Naturpark Habichtswald am Westfuß der Berge Kleiner Gudenberg (531 m) und Großer Gudenberg (569 m), die nördliche Ausläufer des 601 m hohen Großen Bärenbergs sind. Es liegt circa 25 km westlich von Kassel an der Bahnstrecke zwischen Kassel-Wolfhagen-Korbach. Nördlich von Oberelsungen verläuft die Bundesautobahn 44 mit dem Rasthof Bühleck.
Unweit des Dorfs befindet sich der Golfplatz Escheberg.

## Geschichte

### Ortsgeschichte
Die älteste bekannte schriftliche Erwähnung von Oberelsungen erfolgte unter dem Namen Elisungun in den Aufzeichnungen – Breviarium Sancti Lulli – des Reichsklosters Hersfeld und wird in die Zeit 775–786 datiert. (Auch der Nachbarort Niederelsungen, ein Stadtteil der Stadt Wolfhagen, ist mit dieser Nennung in Verbindung zu bringen.)
Am 3. April 1945 erreichte die Battery B des 881st Field Artillery Regiments der US Army Oberelsungen.
Hessische Gebietsreform (1970–1977)
Im Zuge der Gebietsreform in Hessen wurde die bis dahin selbständige Gemeinde Oberelsungen am 1. Februar 1971 auf freiwilliger Basis in die Stadt Zierenberg eingemeindet. Für Oberelsungen wurde ein Ortsbezirk mit Ortsbeirat und Ortsvorsteher nach der Hessischen Gemeindeordnung eingerichtet.

### Verwaltungsgeschichte im Überblick
Die folgende Liste zeigt die Staaten und Verwaltungseinheiten, in denen Oberelsungen lag:
- vor 1567: Heiliges Römisches Reich, Landgrafschaft Hessen, Amt Zierenberg
- ab 1567: Heiliges Römisches Reich, Landgrafschaft Hessen-Kassel, Amt Zierenberg
- ab 1806: Landgrafschaft Hessen-Kassel, Amt Zierenberg
- 1807–1813: Königreich Westphalen, Departement der Fulda, Distrikt Kassel, Kanton Zierenberg
- ab 1815: Kurfürstentum Hessen, Amt Zierenberg[8]
- ab 1821: Kurfürstentum Hessen, Provinz Niederhessen, Kreis Wolfhagen[9]
- ab 1848: Kurfürstentum Hessen, Bezirk Kassel
- ab 1851: Kurfürstentum Hessen, Provinz Niederhessen, Kreis Wolfhagen
- ab 1867: Königreich Preußen, Provinz Hessen-Nassau, Regierungsbezirk Kassel, Kreis Wolfhagen
- ab 1871: Deutsches Reich, Königreich Preußen, Provinz Hessen-Nassau, Regierungsbezirk Kassel, Kreis Wolfhagen
- ab 1918: Deutsches Reich, Freistaat Preußen, Provinz Hessen-Nassau, Regierungsbezirk Kassel, Kreis Wolfhagen
- ab 1944: Deutsches Reich, Freistaat Preußen, Provinz Kurhessen, Landkreis Wolfhagen
- ab 1945: Amerikanische Besatzungszone, Groß-Hessen, Regierungsbezirk Kassel, Landkreis Wolfhagen
- ab 1949: Bundesrepublik Deutschland, Land Hessen (seit 1946), Regierungsbezirk Kassel, Landkreis Wolfhagen
- ab 1972: Bundesrepublik Deutschland, Land Hessen, Regierungsbezirk Kassel, Landkreis Kassel

## Bevölkerung

### Einwohnerstruktur 2011
Nach den Erhebungen des Zensus 2011 lebten am Stichtag, dem 9. Mai 2011, in Oberelsungen 1248 Einwohner. Darunter waren 12 (1,0 %) Ausländer. Nach dem Lebensalter waren 198 Einwohner unter 18 Jahren, 485 zwischen 18 und 49, 318 zwischen 50 und 64 und 264 Einwohner waren älter. Die Einwohner lebten in 516 Haushalten. Davon waren 117 Singlehaushalte, 165 Paare ohne Kinder und 186 Paare mit Kindern, sowie 42 Alleinerziehende und 6 Wohngemeinschaften. In 90 Haushalten lebten ausschließlich Senioren und in 339 Haushaltungen lebten keine Senioren.

### Einwohnerentwicklung
Quelle: Historisches Ortslexikon
- 1585: 80 Haushaltungen
- 1747: 95 Haushaltungen

| Oberelsungen: Einwohnerzahlen von 1834 bis 2021 | Oberelsungen: Einwohnerzahlen von 1834 bis 2021 | Oberelsungen: Einwohnerzahlen von 1834 bis 2021 | Oberelsungen: Einwohnerzahlen von 1834 bis 2021 | Oberelsungen: Einwohnerzahlen von 1834 bis 2021 |
| --- | ----------------------------------------------- | ----------------------------------------------- | ----------------------------------------------- | ----------------------------------------------- |
| Jahr |                                                 |                                                 |                                                 | Einwohner                                       |
| 1834 | 1834                                            |                                                 | 702                                             | 702                                             |
| 1840 | 1840                                            |                                                 | 734                                             | 734                                             |
| 1846 | 1846                                            |                                                 | 780                                             | 780                                             |
| 1852 | 1852                                            |                                                 | 718                                             | 718                                             |
| 1858 | 1858                                            |                                                 | 689                                             | 689                                             |
| 1864 | 1864                                            |                                                 | 746                                             | 746                                             |
| 1871 | 1871                                            |                                                 | 671                                             | 671                                             |
| 1875 | 1875                                            |                                                 | 664                                             | 664                                             |
| 1885 | 1885                                            |                                                 | 688                                             | 688                                             |
| 1895 | 1895                                            |                                                 | 666                                             | 666                                             |
| 1905 | 1905                                            |                                                 | 699                                             | 699                                             |
| 1910 | 1910                                            |                                                 | 718                                             | 718                                             |
| 1925 | 1925                                            |                                                 | 767                                             | 767                                             |
| 1939 | 1939                                            |                                                 | 733                                             | 733                                             |
| 1946 | 1946                                            |                                                 | 1.131                                           | 1.131                                           |
| 1950 | 1950                                            |                                                 | 1.177                                           | 1.177                                           |
| 1956 | 1956                                            |                                                 | 1.044                                           | 1.044                                           |
| 1961 | 1961                                            |                                                 | 971                                             | 971                                             |
| 1967 | 1967                                            |                                                 | 988                                             | 988                                             |
| 1970 | 1970                                            |                                                 | 1.072                                           | 1.072                                           |
| 1980 | 1980                                            |                                                 | ?                                               | ?                                               |
| 1990 | 1990                                            |                                                 | ?                                               | ?                                               |
| 2000 | 2000                                            |                                                 | ?                                               | ?                                               |
| 2011 | 2011                                            |                                                 | 1.248                                           | 1.248                                           |
| 2015 | 2015                                            |                                                 | 1.255                                           | 1.255                                           |
| 2021 | 2021                                            |                                                 | 1.201                                           | 1.201                                           |
| Datenquelle: Historisches Gemeindeverzeichnis für Hessen: Die Bevölkerung der Gemeinden 1834 bis 1967. Wiesbaden: Hessisches Statistisches Landesamt, 1968. Weitere Quellen: bis 1970; Stadt Zierenberg; Zensus 2011 |                                                 |                                                 |                                                 |                                                 |

## Religion
1594 wird eine Kirche erwähnt; ein Vorgängerbau befand sich vermutlich an der höchsten Stelle des Kirchplatzes. 1640 brannte sie nach einem Blitzeinschlag vollkommen nieder. 1661 wurde der Kirchturm errichtet. Nachdem diese Kirche für die steigende Bevölkerungszahl zu klein und zudem baufällig geworden war, wurde sie abgerissen. Am 18. Juni 1798 wurde mit dem Bau der heutigen Kirche begonnen, die im Jahr 1799 fertiggestellt wurde.
Historische Religionszugehörigkeit
Quelle: Historisches Ortslexikon
| • 1834: | 686 evangelische (= 99,71 %), zwei katholische (= 0,29 %) Einwohner |
| • 1961: | 876 evangelische (= 90,22 %), 85 katholische (= 8,75 %) Einwohner   |

## Regelmäßige Veranstaltungen
Am ersten vollen Juliwochenende jedes Jahres findet die Kirmes „Salatkirmes“ statt.
Osterfeuer am Karsamstag

## Infrastruktur
- In Oberelsungen gibt es eine Mehrzweckhalle (Turnraum mit Bühne, Küche, Jugendraum und Kegelbahn).
- Kindergarten „Abenteuerland“ (circa 30 Kinder in zwei Gruppen)
- 2013 wurde die „Bärenberg“-Grundschule geschlossen. Die Oberelsunger Grundschüler gehen seitdem in der Kernstadt Zierenberg in die Grundschule.
- Seit Anfang 2020 gibt es wieder einen Lebensmittelladen.